# الیسون استوارت
الیسون استوارت (انگلیسی: Alison Stewart؛ زادهٔ ۴ ژوئیهٔ ۱۹۶۶) مجری تلویزیون و روزنامه‌نگار اهل ایالات متحده آمریکا است.
وی همچنین برندهٔ جوایزی همچون جایزه پیبادی شده‌است.